# Al-Chamīs-Moschee
Die al-Chamīs-Moschee (arabisch مسجد الخميس, DMG Masǧid al-Ḫamīs) ist die älteste Moschee in Bahrain. Sie wurde während der Herrschaft des Umayyadenkalifen ʿUmar ibn ʿAbd al-ʿAzīz erbaut. Laut dem al-Wasat-Journalisten Kassim Hussain erwähnen andere Quellen, dass sie zu einer späteren Zeit während der Herrschaft der Uyuniden mit einem Minarett gebaut wurde. Das zweite sei dann zwei Jahrhunderte später während der Herrschaft der Usfuriden gebaut worden.

## Geschichte
Die Moschee wurde 692 gegründet. Seitdem wurde sie im 14. und 15. Jahrhundert zweimal umgebaut. Laut dem Buch The Middle East: Bahrain, Cyprus, Egypt ist die Moschee jedoch um die 1000 Jahre alt. Das würde aber bedeuten, dass sie ungefähr im 11. Jahrhundert erbaut wurde.

## Das Gebäude
Das heutige Gebäude hat zwei Hauptteile:
- Eine Gebetshalle mit einem Flachdach, das von Holzsäulen aus dem 14. Jahrhundert getragen wird.
- Ein Abschnitt des Flachdachs wurde später hinzugefügt, gestützt von Bögen, die auf dicken Mauerpfeilern aus dem Jahre 1339 ruhen.

### Mihrāb-Platte
Der Mihrāb wurde aus Kalkstein gebaut. Die Platte wurde bei der Restaurierung der Moschee entdeckt und wurde im 12. Jahrhundert gebaut. Außerdem sind in ihr Āyāt aus dem Koran eingraviert.